# Hiram Keller
Hiram Keller-Undercofler Jr. (Moody Field, 3 maggio 1944 – Atlanta, 20 gennaio 1997) è stato un attore e modello statunitense.

## Biografia
Figlio di un noto giurista della Corte Suprema della Georgia, iniziò la carriera come modello, professione che svolse per 14 anni. Nel 1966 frequentò i corsi privati dell'Actors Studio, tenuti da Lee Strasberg per le giovani celebrità, ma li abbandonò prima del termine.
Il suo debutto teatrale risale al 1968, quando prese parte all'allestimento a Broadway del musical Hair. Sbarcato in Europa, iniziò a frequentare il jetset di un particolare filone artistico degli anni sessanta, vantando amicizie e collaborazioni con Andy Warhol, Franco Zeffirelli, Pier Paolo Pasolini, Helmut Berger.
La sua partecipazione più importante fu nel film Fellini Satyricon (1969), che gli valse la definizione di "Dorian Gray felliniano", ma la sua carriera non decollò mai del tutto ed egli dovette accontentarsi di ruoli minori e marginali, prima del definitivo abbandono delle scene nel 1982.
Morì di cancro al fegato il 20 gennaio 1997 ad Atlanta.

## Vita privata
Sposato con Kristina St. Clair dal 1981 al 1987, ebbe una figlia, Serena Keller-Undercofler.

## Filmografia

Hiram Keller (al centro) in Grazie signore p... (1972), tra Ida Galli e Antonia Santilli.

- Giulietta degli spiriti, regia di Federico Fellini (1965)
- Orestis, regia di Vassilis Photopoulos (1969)
- Fellini Satyricon, regia di Federico Fellini (1969)
- Michele Strogoff, corriere dello zar (Strogoff), regia di Eriprando Visconti (1970)
- La notte dei fiori, regia di Gian Vittorio Baldi (1972)
- Il sorriso della iena, regia di Silvio Amadio (1972)
- Rosina Fumo viene in città... per farsi il corredo, regia di Claudio Gora (1972)
- Grazie signore p..., regia di Renato Savino (1972)
- Sono stato io!, regia di Alberto Lattuada (1973)
- La morte negli occhi del gatto, regia di Antonio Margheriti (1973)
- Noa Noa, regia di Ugo Liberatore (1974)
- Roma rivuole Cesare, regia di Miklós Jancsó – film TV (1974)
- Orlando furioso – miniserie TV (1975)
- Il patto con il diavolo (Lifespan), regia di Sandy Whitelaw (1975)
- L'adolescente (Une vraie jeune fille), regia di Catherine Breillat (1976)
- Countryman, regia di Dickie Jobson (1982)

## Doppiatori italiani
- Antonio Casagrande in Fellini Satyricon